# Кляйн, Мелани
Ме́лани Кляйн (нем. Melanie Klein; урождённая Райцес; 30 марта 1882, Вена — 22 сентября 1960, Лондон) — британский психоаналитик еврейского происхождения, стоявшая у истоков детского психоанализа, игровой психоаналитической терапии и теории объектных отношений.

## Биография
Мелани Кляйн родилась 30 марта 1882 года в Вене в еврейской семье, где было уже трое детей. Её отец, Мориц Райцес, состоял во втором браке и был на 15 лет старше своей жены. К моменту рождения Мелани ему было более 50 лет.
В детские годы особо близкие отношения сложились у Мелани со старшей сестрой Сидони. Однако Сидони умерла в возрасте 9 лет и маленькая Мелани тяжело переживала эту утрату. Через несколько лет умер брат Эммануэль, когда Мелани Кляйн исполнилось 18 лет, умер её отец, а спустя несколько лет после отца скончалась мать. Тяжёлые утраты детских лет вызвали у Мелани глубокую депрессию, которая, по мнению хорошо знавших её людей, с годами закрепилась в её мироощущении и характере. Мелани Кляйн всю жизнь отличалась резким и неуживчивым характером, что невольно сужало круг её последователей.
В 1903 году вышла замуж за инженера Артура Кляйна. Несколько лет изучала в Венском университете искусство и историю, однако образование осталось незавершённым. Вместе с мужем покинула Вену и проживала с ним в Словакии и Силезии. В браке родилось трое детей, однако семейная жизнь сложилась неудачно. Тяжёлый характер Мелани Кляйн помешал ей стать хорошей матерью. Любви и взаимопонимания в отношениях с детьми у неё не было. Её дочь Мелитта, тоже ставшая психоаналитиком, порвала отношения с матерью и даже на похороны М. Кляйн не явилась.

«Долгие годы она не общалась с матерью. Когда Мелани в сентябре 1960 г. умерла, Мелитта, которая тоже была в Лондоне, не присутствовала на похоронах… В этот самый день Мелитта, оставаясь до конца непреклонной, читала в Лондоне лекцию в ярко-красных сапогах».

Старший сын М. Кляйн трагически погиб в горах, однако, по утверждению Мелитты, он покончил с собой, отчаявшись найти взаимопонимание с матерью.
С 1910 по 1919 годы М. Кляйн проживала с семьёй в Будапеште. В 1914 году, находясь в депрессивном состоянии, связанном со смертью матери и рождением третьего ребёнка, М. Кляйн обратилась за помощью к психоаналитику Шандору Ференци. Пройдя у него психоаналитический курс, М. Кляйн проявляет интерес к психоанализу как таковому.
В 1917 году начала собственную психоаналитическую практику с анализа собственного младшего сына, а затем пятилетнего мальчика, сына её знакомых.
В 1918 году участвовала в работе пятого Международного психоаналитического конгресса, где познакомилась с З. Фрейдом.
В 1919 году выступила с докладом «Влияние сексуального просвещения и отказа от авторитета на интеллектуальное развитие ребёнка», основанном на наблюдениях за одним из собственных детей. В этом же году становится членом Венского психоаналитического общества.
В 1921 году, по приглашению Карла Абрахама, поступила на работу в Берлинский институт психоанализа, где продолжила свою исследовательскую и терапевтическую деятельность в области детского психоанализа.
В 1922 году разошлась с мужем. С 1924 по 1925 годы проходила личный анализ у Карла Абрахама, который был прерван в связи со смертью последнего.
В 1925 году, во время поездки в Лондон, М. Кляйн знакомится с президентом Британского психоаналитического общества Эрнестом Джонсом, который приглашает её осуществлять свою дальнейшую научную и терапевтическую деятельность в Англии.
В 1926 году М. Кляйн окончательно переезжает в Лондон, где продолжает активно развивать свои идеи, связанные с детским психоанализом и использованием техники игры с маленькими пациентами. Идеи М. Кляйн были критически восприняты Анной Фрейд. В результате длительных дискуссий между сторонниками М. Кляйн и А. Фрейд произошёл раскол в Британском психоаналитическом обществе и образовались три группы психоаналитиков — кляйнианская (англ. Kleinian), фрейдовская и независимая.
В 1930-е годы идеи Кляйн нашли поддержку у некоторых психоаналитически ориентированных врачей. Некоторые из них, Дональд Винникотт и Дж. Болби, прошли у неё анализ.
После Второй мировой войны М. Кляйн в основном работала как обучающий аналитик и как супервизор, отказавшись от активной роли в жизни Британского психоаналитического общества.
22 сентября 1960 года после перенесённой операции умерла от эмболии лёгочной артерии.

## Научная деятельность
Наблюдения за играми собственных детей 2-3 лет привели её к выводу, что именно на этот возраст приходится формирование Эдипова комплекса.
В ходе изучения наиболее агрессивных импульсов маленьких пациентов (зависть, жадность, ненависть) Кляйн разработала технику работы с детьми, не утратившую актуальности и в наши дни. Аналогом свободных ассоциаций в детском психоанализе является игровая деятельность. Она придавала большое значение переносам и контрпереносам, а также раскрыла основополагающее значение расщепления детского сознания в самом раннем возрасте на составляющие его основные понятия: «хороший» (англ. good) и «плохой».
Одна из наиболее важных идей Кляйн состоит в том, что агрессия и любовь выступают в качестве фундаментальных организующих сил психики. Агрессия расщепляет психику, тогда как любовь её цементирует. Ребёнок (или взрослый) будет агрессивно «расщеплять» мир, с тем чтобы отвергнуть то, что он ненавидит, и сохранить то, чего он желает. Постоянное желание ребёнка — иметь рядом добрую и наполненную грудь и отвергать опустошённую, назойливую или безучастную грудь. Таким образом, Кляйн постулировала, что первым организатором психики является процесс разделения. Этому деструктивному, расщепляющему процессу противостоит другой, организующий процесс, который производит интеграцию и способствует целостности и любви. Кляйн заметила, что ребёнок, проявляющий ненависть к своей матери (хотя бы в фантазиях), со временем попытается восполнить тот ущерб, который, по мнению ребёнка, был им нанесён. Типичный пример этого — ребёнок, предлагающий любимую игрушку в виде дара, с тем чтобы утешить маму, которой он причинил боль в своих фантазиях. Тем самым мама, которая в сознании ребёнка была расщеплена, сольётся в единый образ, объединяющий в себе хорошее и плохое.
Полагала, что суперэго присуще структуре личности от рождения и что ребёнок в ходе своего развития проходит через параноидно-шизоидную позицию (связанную с деструктивными импульсами) и депрессивную позицию (контроль либидо). Оба термина получили широкое распространение в психоанализе.
Вела оживлённую полемику с Анной Фрейд по поводу пересмотра ряда положений учения её отца, в особенности касающихся проявлений агрессии в детском возрасте. Кляйновский психоанализ — единственная неофрейдистская школа (помимо лакановской), принимающая существование влечения к смерти.
Среди последователей Мелани Кляйн были такие психоаналитики, как Герберт Розенфельд, Уилфред Бион, Бетти Джозеф, Ханна Сигал, Дональд Мельцер, Рождер Мани-Керл.

## Публикации на русском языке
- Кляйн М., Развитие одного ребёнка. — М.: «Государственное издательство», [1925]
- Кляйн М., Развитие в психоанализе. — М.: «Академический проект», 2001.
- Кляйн М., Детский психоанализ. — М.: «Институт общегуманитарных исследований», 2010.
- Кляйн М., Любовь, вина и репарация. — Т. II. — Ижевск: ERGO, 2007. (Психоаналитические труды Мелани Кляйн в 7 томах)
- Кляйн М., «Развитие одного ребёнка» и другие работы 1920—1928 гг.. — Т. I. — Ижевск: ERGO, 2008. (Психоаналитические труды Мелани Кляйн в 7 томах)
- Кляйн М., «Эдипов комплекс в свете ранних тревог» и другие работы 1945—1952 гг.. — Т. V. — Ижевск: ERGO, 2011. (Психоаналитические труды Мелани Кляйн в 7 томах)
- Кляйн М., «Зависть и благодарность» и другие работы 1955—1963 гг.. — Т. VI. — Ижевск: ERGO, 2012. (Психоаналитические труды Мелани Кляйн в 7 томах)